# Едвард Гібберд Джонсон
Едвард Гібберд Джонсон (4 січня 1846 — 9 вересня 1917) — винахідник і діловий партнер американського винахідника Томаса Алви Едісона. Він брав участь у багатьох проектах Едісона та був партнером у ранній організації, яка перетворилася на General Electric. Коли Джонсон був віце-президентом Edison Electric Light Company, попередника Con Edison, він створив першу відому електричну ялинку у своєму будинку в Нью-Йорку в 1882 році. Едвард Х. Джонсон став батьком електричних ялинкових вогнів.

## Біографічні відомості

### Раннє життя
Едвард Гібберд Джонсон народився в окрузі Честер, штат Пенсільванія, 4 січня 1846 року. Він отримав освіту в державних школах Філадельфії і працював телеграфістом.

### Протеже Вільяма Джексона Палмера
У 1867 році Вільям Джексон Палмер і Едвард Гібберд Джонсон вирушили на захід зі свого рідного міста Філадельфія, штат Пенсільванія. Генерал Палмер був керівником будівництва Канзаської тихоокеанської залізниці, прокладаючи маршрути через Нью-Мексико та Аризону до узбережжя Тихого океану.
Канзаська тихоокеанська залізниця була підприємством інтересів Філадельфії, яке контролювало Пенсільванську залізницю (президент якої Джон Едгар Томсон найняв Палмера своїм особистим секретарем до війни). Під керівництвом генерала Палмера Канзас-Пасифік було продовжено від Канзас-Сіті, Міссурі, досягнувши Денвера, Колорадо в серпні 1870 року.

### Найм молодого Томаса А. Едісона
У 1871 році Едварда Х. Джонсона, як помічника генерала Вільяма Дж. Палмера, відправили назад на Схід, щоб керувати Automatic Telegraph Company. Джонсон найняв Томаса А. Едісона, коли Едісону було 24 роки. Про Едісона Джонсон пізніше написав:
|                            | Він їв за цим столом і спав у кріслі. За шість тижнів він переглянув книги, написав томи рефератів і провів дві тисячі експериментів... і знайшов рішення. |
| — Автор, Едвард Х. Джонсон | |

Пізніше Джонсон був видатним прихильником Едісона, допомагаючи йому заснувати його «фабрику винаходів» у Менло-Парку, Нью-Джерсі. Джонсон став одним із довірених керівників Едісона, оскільки його винаходи та бізнес розвивалися в 1870-х роках і пізніше.
Він одружився з Маргарет В. Кенні у Філадельфії в 1873 році, і у них було троє дітей.

### Вербування Френка Дж. Спраг
У 1883 році Джонсону також приписують залучення до організації Едісона морського офіцера Френка Дж. Спрагу, якого він зустрів на міжнародній виставці електротехніки. Спраг став відомим винахідником і був відповідальним за основні розробки електричних залізниць і електричних ліфтів, які сприяли розвитку міст США наприкінці 19-го та на початку 20-го століть.

### Смерть
Едвард Гібберд Джонсон помер у своєму будинку в Нью-Йорку 9 вересня 1917 року.

## Перші електричні ялинкові вогники
Першу відому різдвяну ялинку з електричним підсвічуванням створив Едвард Х. Джонсон. Коли він був віце-президентом Edison Electric Light Company, спеціально для нього виготовили ялинкові лампочки. 22 грудня 1882 року він виставив свою різдвяну ялинку — вручну закріплену 80 червоними, білими та синіми електричними лампочками завбільшки з волоський горіх — у своєму будинку в Нью-Йорку, 139 E. 36th Street на Мюррей-Хілл, Мангеттен. Про цю історію повідомив у Detroit Post and Tribune репортер на ім’я Вільям Августус Кроффут. Кроффут написав: «Минулого вечора я пройшов за П’яту авеню і зайшов до резиденції Едварда Х. Джонсона, віце-президента електричної компанії Едісона». Він жив в одному з перших районів Нью-Йорка, де було проведено електропостачання. Едвард Х. Джонсон став відомим як батько електричних ялинкових вогнів.
З цього моменту різдвяні ялинки з електричним підсвічуванням, як у приміщенні, так і на відкритому повітрі, росли з наростаючим ентузіазмом у Сполучених Штатах та інших країнах. У 1895 році президент США Гровер Клівленд спонсорував першу різдвяну ялинку з електричним освітленням у Білому домі. На ньому було більше сотні різнокольорових вогнів. Перші комерційно випущені ялинкові лампи були виготовлені в рядах з дев’яти патронів компанією Edison General Electric Company з Харрісона, штат Нью-Джерсі, і рекламувалися в грудневому випуску Ladies' Home Journal за 1901 рік. Кожен цоколь займав мініатюрну двокандельну лампу з вугільною ниткою.